# ميخائيل أ. شيب
ميخائيل أ. شيب (بالإنجليزية: Michael A. Shipp)‏ هو قاضي ومحامي أمريكي، ولد في 1 أكتوبر 1965 في باترسون في الولايات المتحدة.